# Duckeodendraceae
Duckeodendraceae is een botanische naam, voor een familie van tweezaadlobbige planten. Een familie onder deze naam wordt vrij zelden erkend door systemen van plantentaxonomie. Het APG-systeem (1998) en het APG II-systeem (2003) erkennen niet zo'n familie: de betreffende planten worden ingedeeld in de nachtschadefamilie (Solanaceae).
Indien erkend bestaat de familie uit één soort, Duckeodendron cestroides.
In het Cronquist-systeem (1981) is de plaatsing in de orde Solanales.